# ميتلار توليدو
ميتلار توليدو (بالإنجليزية: Mettler Toledo)‏ شركة مدرجة في بورصة نيويورك تحت الرمز NYSE: MDT هي شركة عالمية لتصنيع معدات الوزن وأدوات القياس والتحليل. Mettler Toledo هو اسم العلامة التجارية . تتكون الشركة من عدة وحدات تشغيل في أمريكا الشمالية وأوروبا. تتخصص Mettler-Toledo في مجال الأدوات الدقيقة للاستخدام المهني.
تستخدم أدوات Mettler-Toledo في البحث العلمي، والمختبرات الدوائية، ومراقبة الجودة، وكذلك في الصناعات الصيدلانية والكيميائية والغذائية ومستحضرات التجميل.
تعد الشركة أكبر شركة لتصنيع أنظمة الوزن في العالم، حيث تغطي نطاق وزنها من المليون جرام إلى 1000 طن. تتألف من الأدوات التحليلية والأنظمة الآلية لاكتشاف الأدوية وأدوات تطوير الأدوية لتحليل العمليات والتحكم في صناعة التغليف.
توظف Mettler-Toledo حوالي 12000 موظف بإيرادات تبلغ 2.309 مليار دولار أمريكي للعام المالي 2011. يتم تداول أسهم الشركة في بورصة نيويورك.